# Catalonia (automòbil)
|  | No s'ha de confondre amb SEAT. |

Catalonia fou la marca comercial amb què l'empresa catalana Sociedad Española de Automóviles y Transportes (S.E.A.T.), amb seu al número 629 de la Gran Via de les Corts Catalanes de Barcelona, presentà dos automòbils durant el I Saló de l'Automòbil de Madrid, celebrat el maig de 1907. Després d'aquesta presentació, no es tornà a tenir cap altra notícia de l'empresa.
Segons explicava la premsa de l'època, S.E.A.T. era una firma de recent creació que havia obtingut la llicència de fabricació de l'empresa francesa Rebour. Els dos vehicles presentats a Madrid eren d'aquesta marca, el primer amb el xassís d'un model 30/40 HP, i el segon amb carrosseria doble de tipus faetó. La manca de temps abans de la celebració de l'exposició va fer que els promotors haguessin d'exposar els cotxes gairebé sense canvis, tret d'una modificació al frontal per a substituir-hi la placa de la marca original per la seva, Catalonia. Com a curiositat, l'estand de S.E.A.T. a Madrid va obtenir la medalla de bronze al concurs de decoració d'estands celebrat per l'organització del Saló.
Rebour va cessar la seva activitat el 1908, cosa que explicaria la manca de continuïtat de l'empresa catalana.